# G4 (WTO)

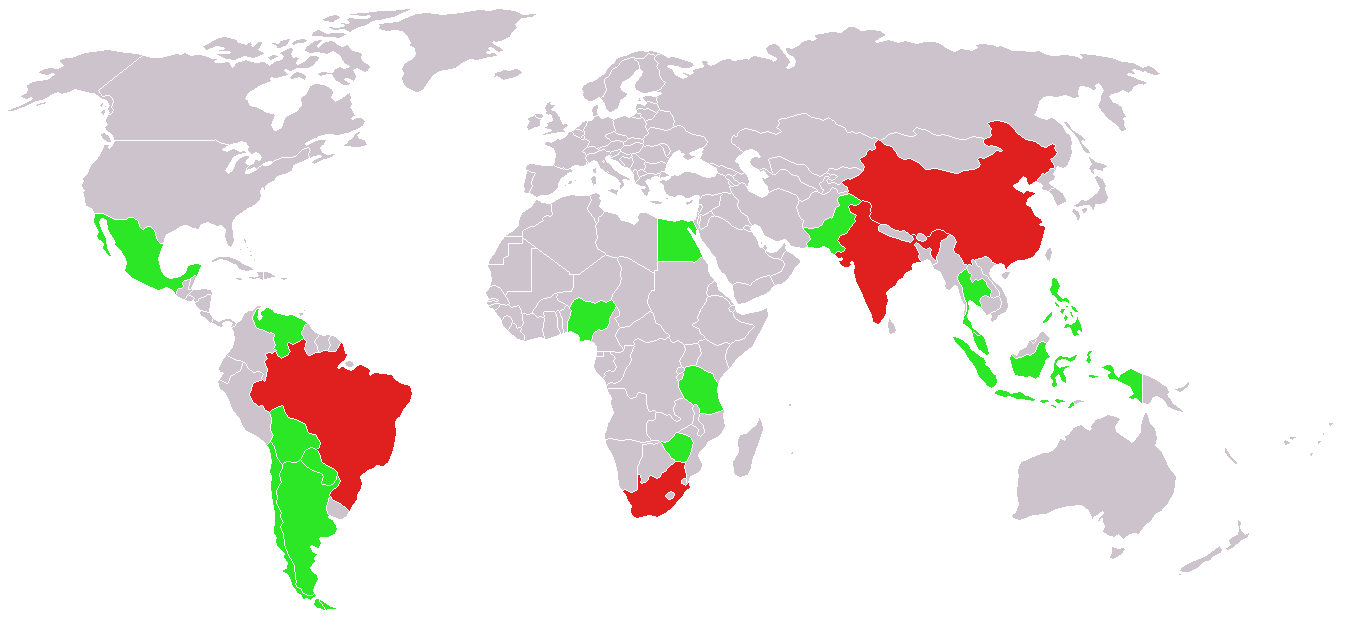
I Paesi del G4 evidenziati in rosso. Le altre nazioni del G20 sono in verde.

Il G4 o blocco dei quattro, comprendente Cina, India, Brasile e Sudafrica e chiamato anche BASIC dalla combinazione delle iniziali dei paesi partecipanti, è il gruppo di Paesi più influenti all'interno del G20 dei Paesi in via di sviluppo. Nel 2003, Brasile, India e Sudafrica hanno firmato la Dichiarazione di Brasilia che ha portato alla fondazione del G4.

### Gruppi non più esistenti
- G22
- G33 (paesi industrializzati)